# Von der Lindeska huset

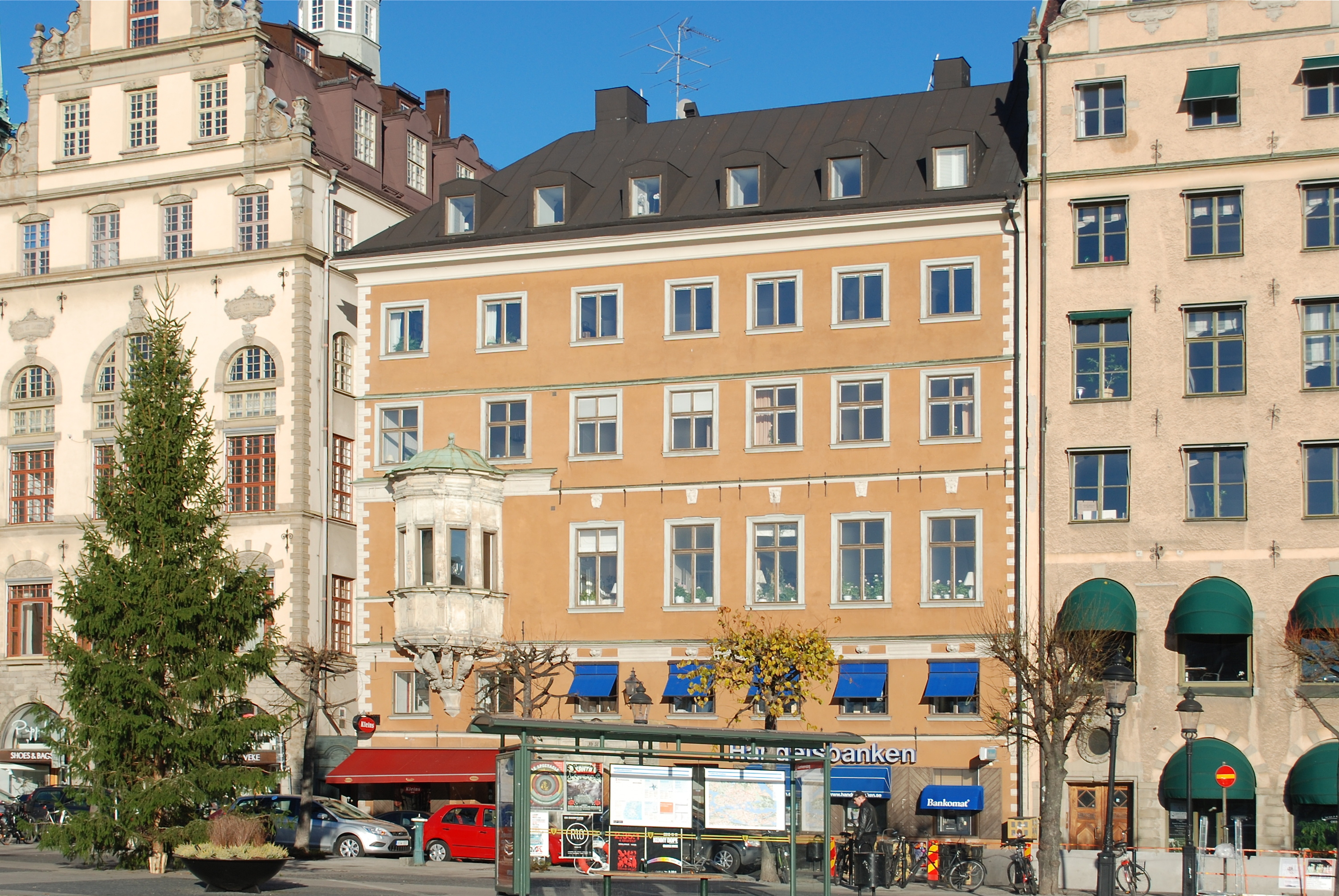
Scharenbergska husets fasad mot Kornhamnstorg 51.

von der Lindeska huset (även von der Lindes palats) är en byggnad i kvarteret Typhon vid Västerlånggatan 68 samt Kornhamnstorg 51 i Stockholm. Byggnaden kallas även Scharenbergska huset, ej att förväxla med Scharenbergska stortorgshuset som ligger i kvarteret Aesculapius. På fasaden mot Kornhamnstorg återfinns Stockholms äldsta, bevarade burspråk. Husets nuvarande ägare är Murmästareämbetet.

## Beskrivning

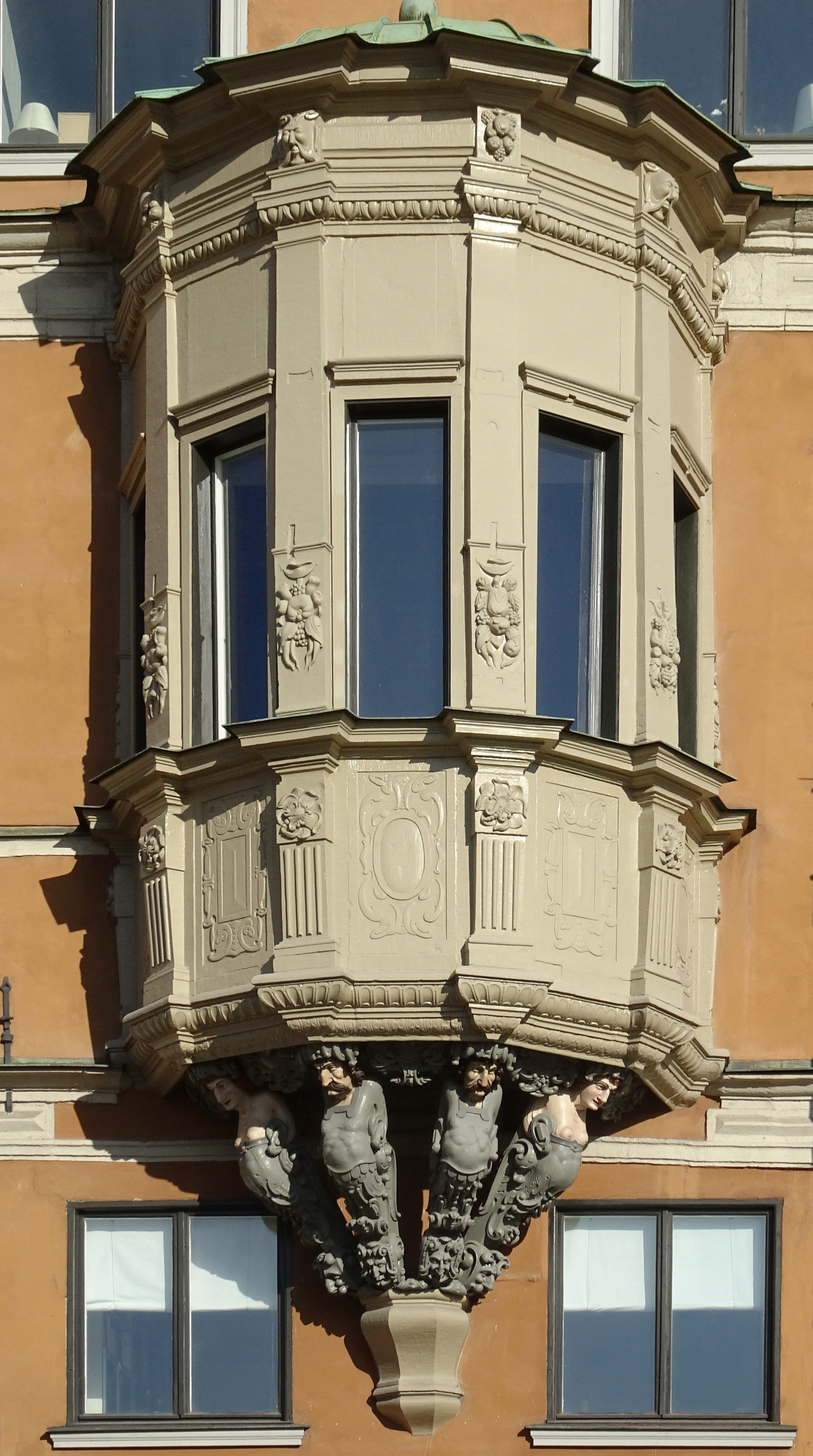
Scharenbergska husets burspråk i oktober 2019.

Byggnaden uppfördes 1633 för Erik Larsson von der Linde. Erik Larsson var riksskattmästare hos Gustav II Adolf, och adlades 1631 under namnet von der Linde. Han avled dock redan 1636, och hans arvingar sålde huset till Gabriel Gustafsson Oxenstierna, köpebrevet undertecknades den 30 september 1637. 1646 såldes huset till drottning Kristina, som 1648 donerade huset till sin oäkta halvbror, Gustaf Gustafsson af Vasaborg. Huset har medeltida stomme, fasaden härrör från 1600-tal, ombyggt 1763 och 1908, under ledning av Gustaf Lindgren. 
Köpmannen Johan Scharenberg  (1625-1688) köpte von der Lindeska huset på auktion den 7 april 1682. Huset såldes då av Riksbanken för den pant som Gustaf Adolf af Wasaborg, son till Gustaf Gustafsson af Wasaborg, inte kunde betala till banken. Inom kort lät Scharenberg bygga ett nytt stenhus vid Kornhamnstorg som via den tidigare byggda flygeln hänger ihop med det von der Lindeska huset vid Västerlånggatan. På flygelns kortsida lät han bevara ett rikt utsmyckat burspråk genom att flytta det till fasaden på det nybyggda huset där det sitter än idag.
Byggnadens fasad är gestaltad i holländsk renässansstil efter holländsk förebild. Det är en frilagd röd tegelfasad med spröjsade fönster, som har 30 rutor i varje fönster.
- Portalen i sandsten mot Västerlånggatan 68 i renässans pryds av huvudena av två gudabilder med säckar på huvudena, som stöttar upp det tunga portalöverstycket. Gudarna är Mercurius, handelns gud, och Neptunus, havets gud. Den magnifika sandstensportalen är huggen av den nederländske skulptören Aris Claeszon.
- Den andra portalen, den portal som ligger vid Kornhamnstorg 51 är gjord i sandsten och har relativt få utsmyckningar. Det var ju inte husets huvudportal vid tiden när den byggdes, men det mest framträdande är maskaronen som sitter centralt över porten i trä. På var sida om porten finns avsmalnande pilastrar med ornament som bland annat föreställer frukter, ornamenten symboliserar husets ägares, köpmannen Johan Scharenbergs, välstånd.[2]
- Vid Kornhamnstorg 51 finns ett märkligt burspråk. Det satt tidigare på flygelns kortsida. Detta burspråk är det enda som finns kvar i Stockholm från 1600-talet. Det kallas ibland Scharenbegska husets burspråk. Det är ett femsidigt burspråk byggt i kalksten som bärs upp av fyra stödjande figurerna, två män och två kvinnor. De är skurna i ek och var ursprungligen polykrom målade och påminner mycket om regalskeppet Vasas dekorativa utsmyckningar från 1620-talet. Efter en renovering år 2019 har de sin ursprunglig färgsättning tillbaka. Burspråkets innertak är rikt dekorerat med graciös stuckatur i form av blommor, korgar och girlander.

På byggnadens fasad mot Västerlånggatan finns två kartuscher med texter på tyska:
- Allt beror på Guds nåd (An Gottes Segen ist alles gelegen)
- Sätt ditt hopp till Gud Allena (Auf Gott allein setze die Hoffnung Dein)

Den franska filosofen René Descartes tros ha behandlats för lunginflammation i huset innan sin död 1650. Denna tradition är emellertid omstridd och har avfärdats i en nyare studie.

## Byggnadsdetaljer

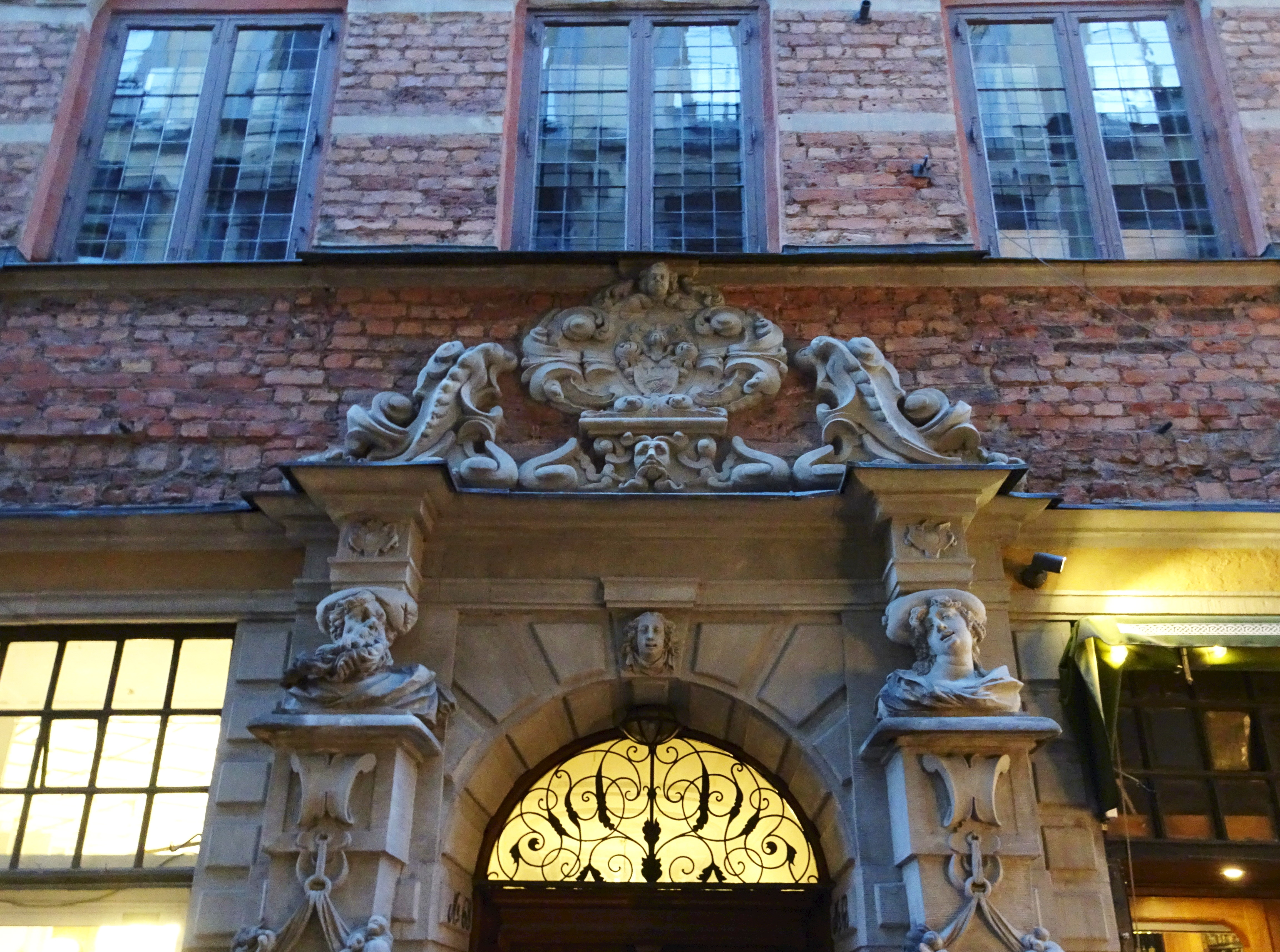
Von der Lindeska huset, portalomfattning mot Västerlånggatan.
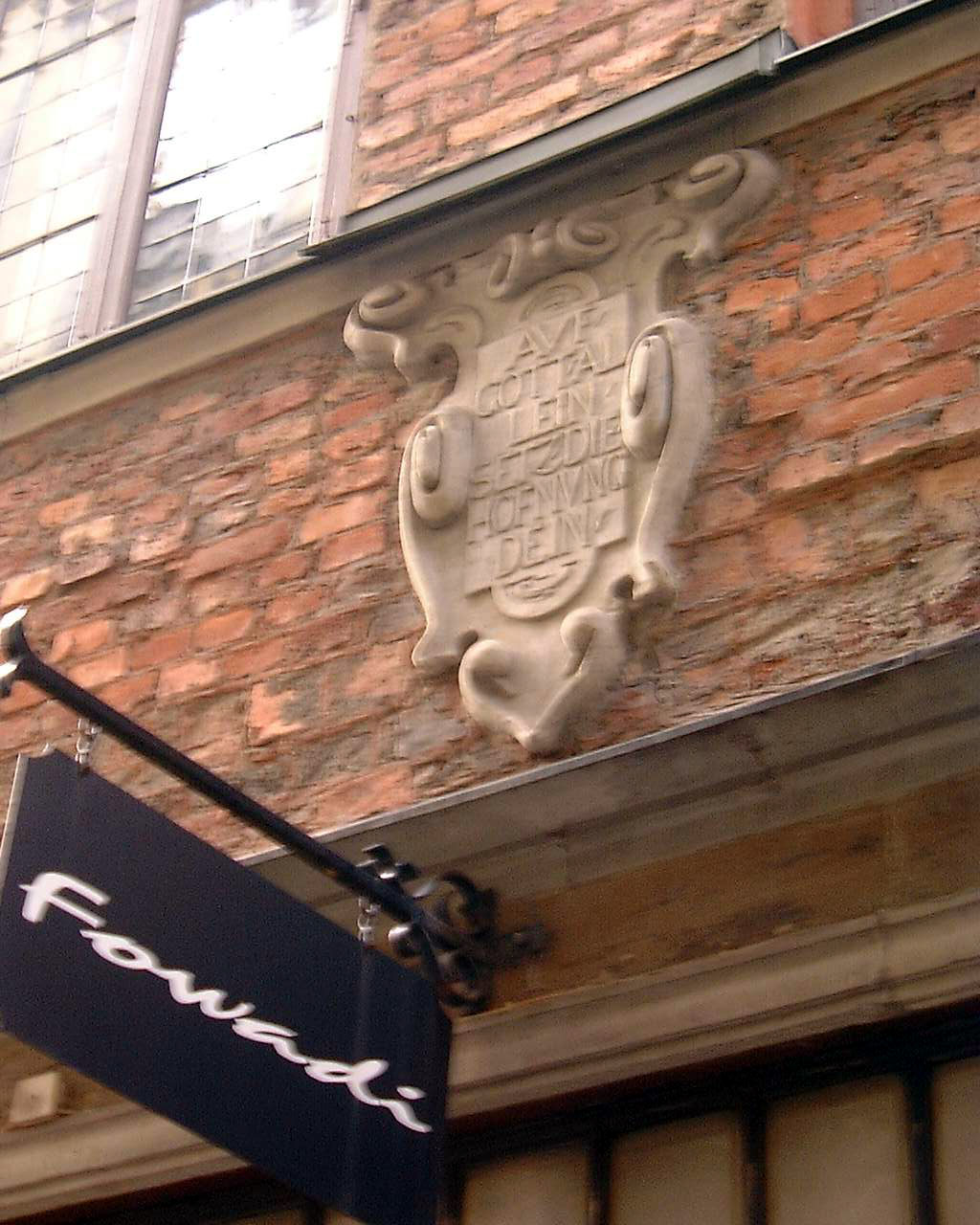
Von der Lindeska huset, den vänstra vapenskölden.
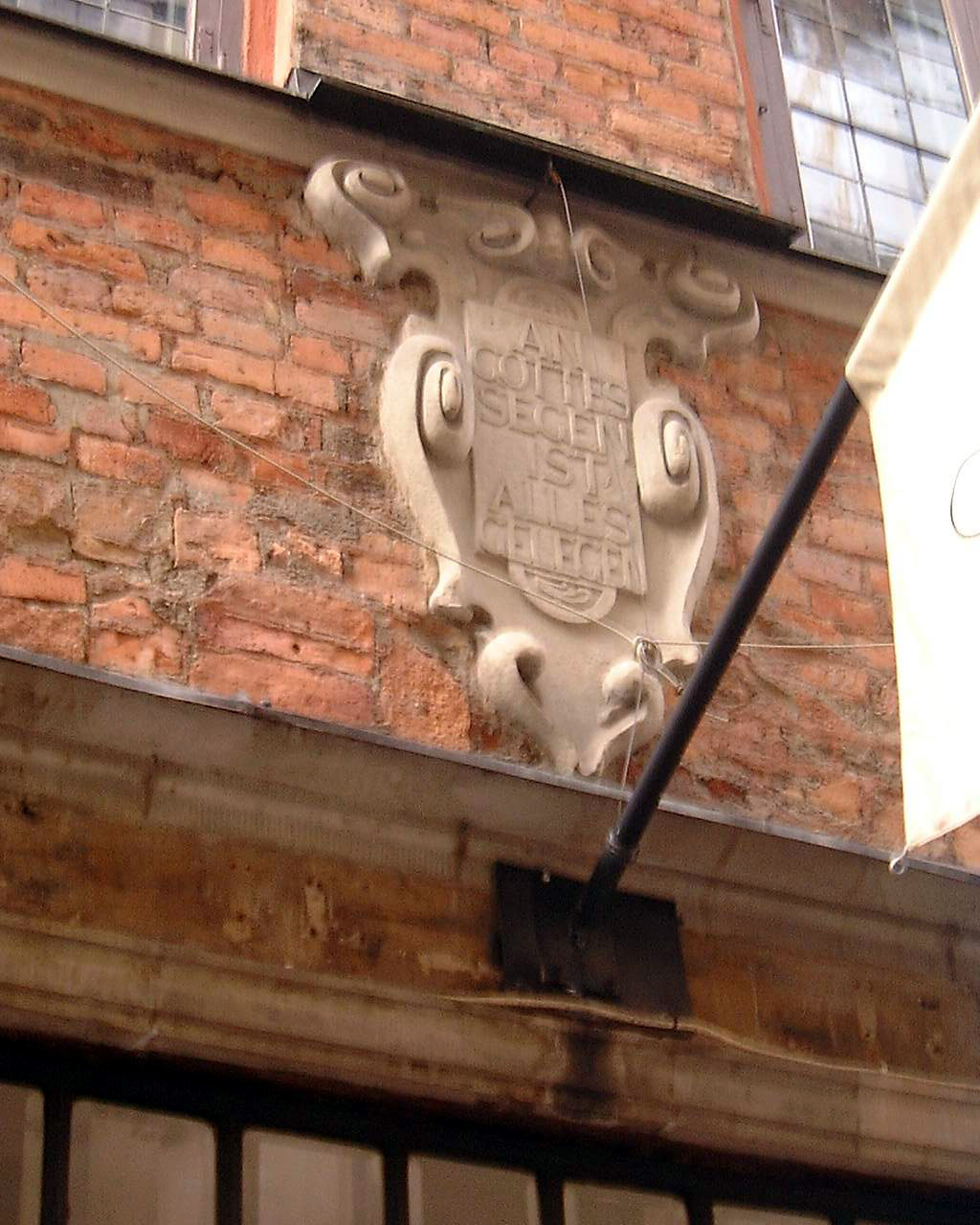
Von der Lindeska huset, den högra vapenskölden.
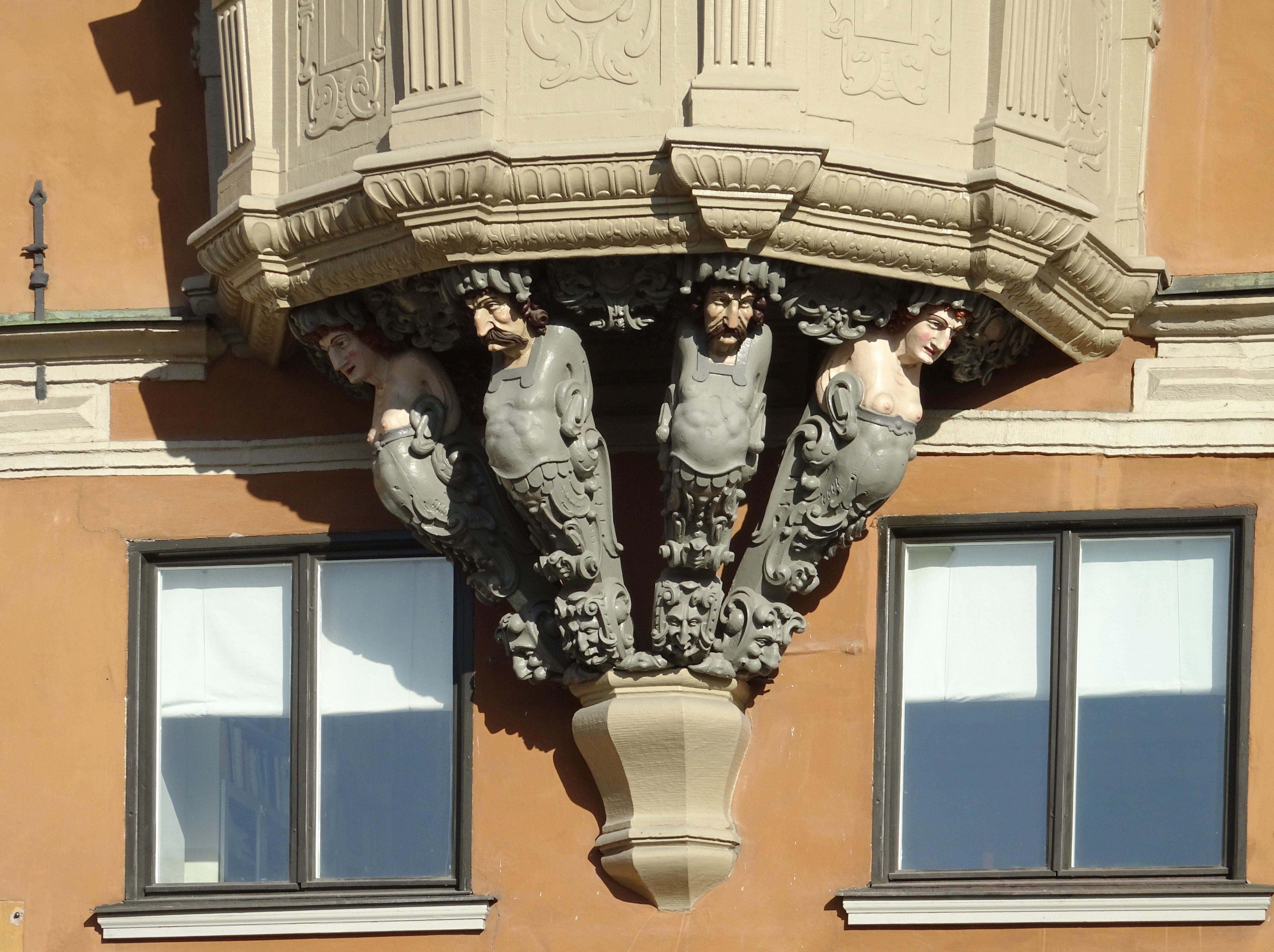
Detalj av burspråket mot Kornhamnstorg.
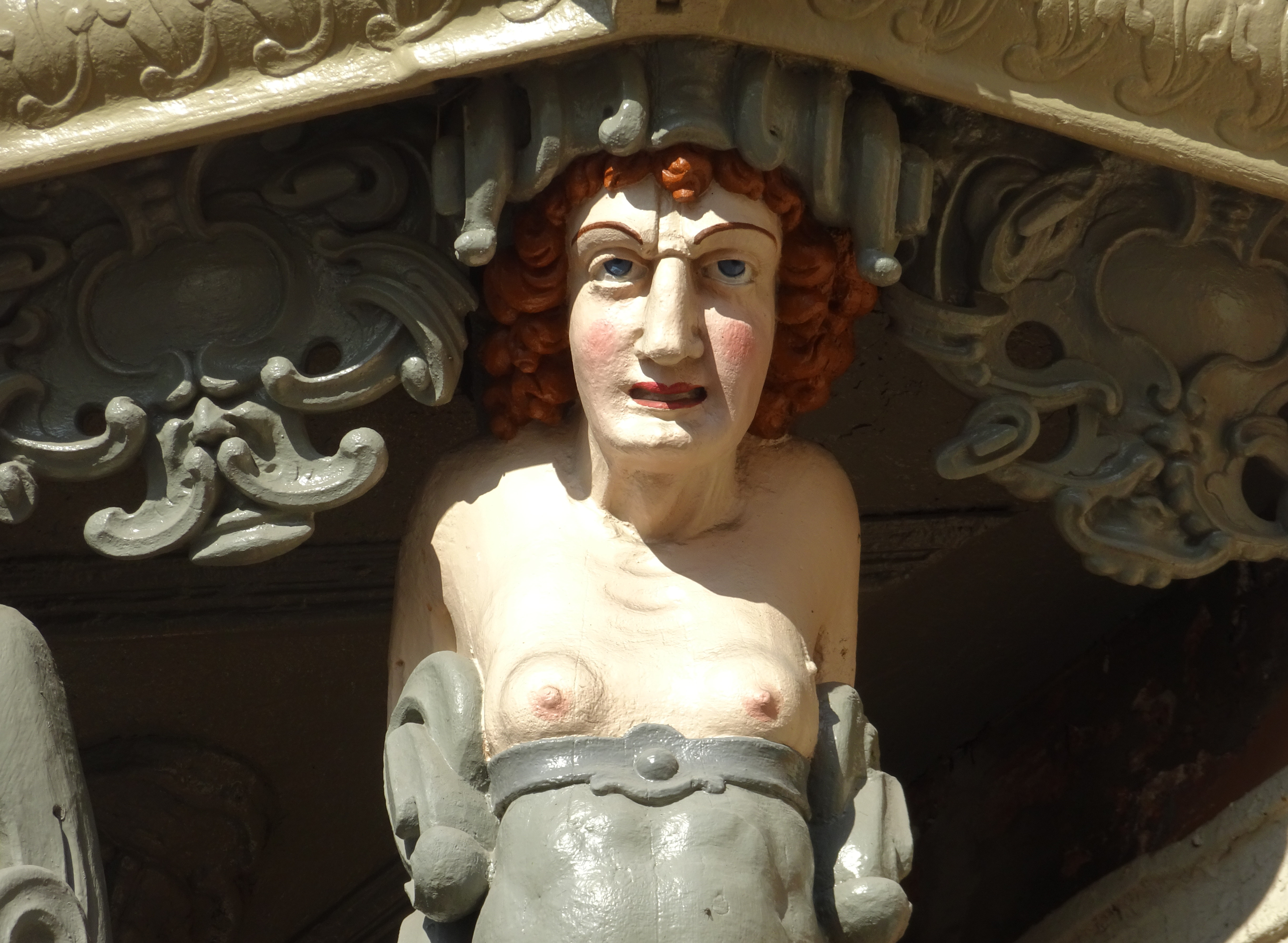
En av de båda kvinnliga stödfigurerna.
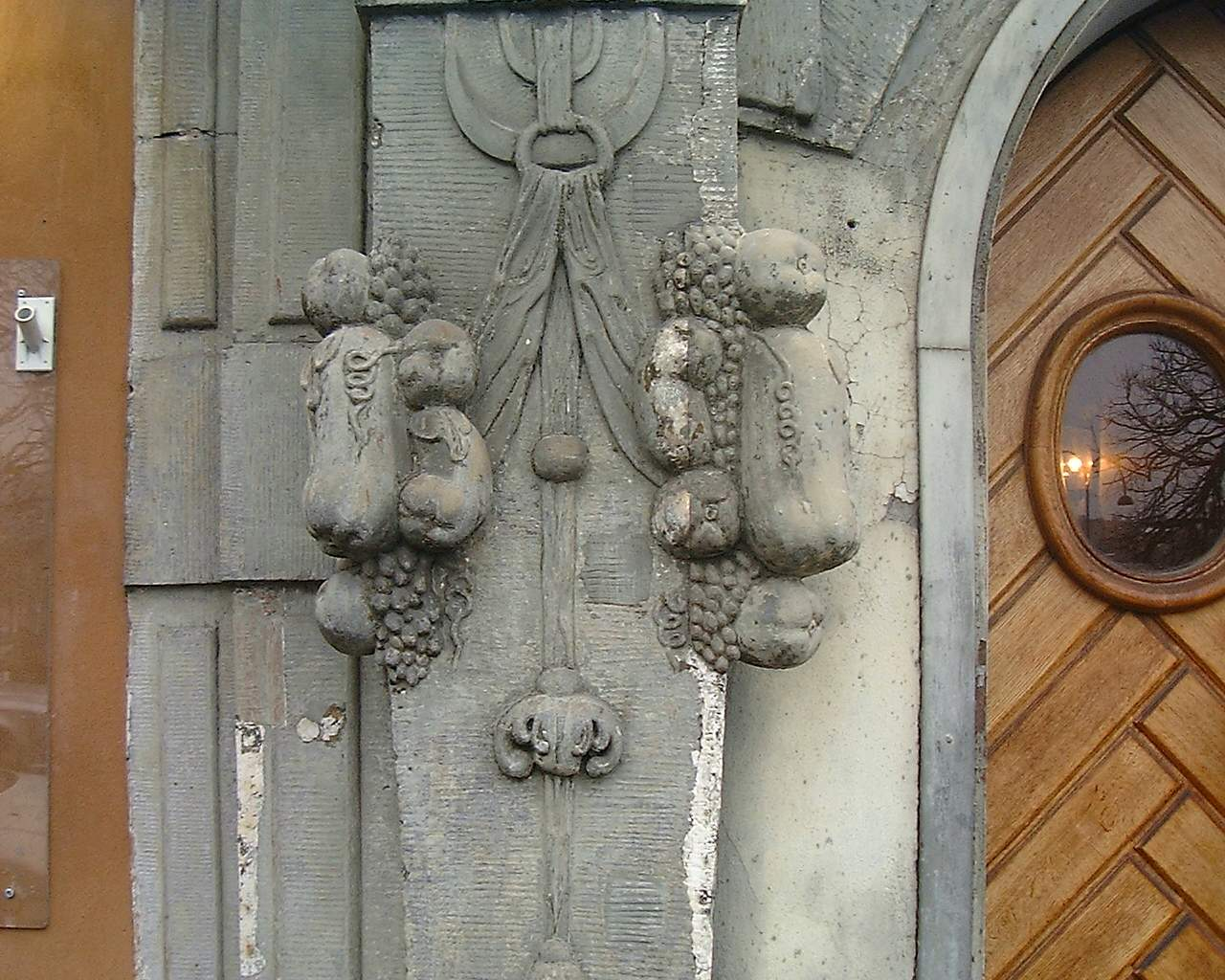
Scharenbergska huset. Portalomfattning, detalj mot Kornhamnstorg.